# Gordy (1938)
El destructor Gordy (en ruso: Гордый, lit. 'Orgulloso') fue uno de los destructores de la clase Gnevny (oficialmente conocido como Proyecto 7) construidos para la Armada Soviética a finales de la década de 1930. Completado en 1938, fue asignada a la Flota del Báltico. El buque estaba cubriendo una operación de colocación de minas después del inicio de la invasión alemana de la Unión Soviética en junio de 1941 cuando entró en un campo de minas alemán. A uno de sus buques gemelos le volaron la proa y el Gordy rescató a los supervivientes.  
El buque proporcionó apoyo de fuego naval para las fuerzas terrestres soviéticas durante los siguientes meses, aunque fue gravemente dañado por una mina durante la evacuación de Tallin (Estonia), en agosto. Después de las oportunas reparaciones en Leningrado, el Gordy fue asignado a evacuar las tropas soviéticas de la base naval de Hanko, en Finlandia, en noviembre, pero chocó contra varias minas en el camino y se hundió con una gran pérdida de vidas. 

## Diseño y desarrollo
Después de construir los destructores de clase Leningrado, grandes y costosos de 40 nudos (74 km/h), la Armada soviética buscó la asistencia técnica de Italia para diseñar destructores más pequeños y más baratos. Obtuvieron la licencia de los planos de los destructores italianos de la clase Folgore y, al modificarlos para sus propósitos, sobrecargaron un diseño que ya era algo poco estable.
Los destructores de la clase Gnevnys tenían una eslora total de 112,8 metros, una manga de 10,2 metros y un calado de 4,8 metros a toda carga. Los barcos tenían un sobrepeso significativo, casi 200 toneladas más pesados de lo diseñado, desplazando 1612 toneladas con carga estándar y 2039 toneladas a toda carga. Su tripulación constaba de 197 oficiales y marineros en tiempo de paz y 236 en tiempo de guerra.
Los buques contaban con un par de turbinas de vapor con engranajes, cada una impulsando una hélice, capaz de producir 48 000 caballos de fuerza en el eje (36 000 kW) usando vapor de tres calderas de tubos de agua que estaba destinado a darles una velocidad máxima de 37 nudos (69 km/h). Los diseñadores habían sido conservadores al calificar las turbinas y muchos, pero no todos, los buques excedieron fácilmente su velocidad diseñada durante sus pruebas en el mar. Las variaciones en la capacidad de fueloil significaron que el alcance de los destructores de la clase Gnevny variaba entre 1670 y 3145 millas náuticas (3093 a 5825 km; 1922 a 3619 millas) a 19 nudos (35 km/h).
Tal y como estaban construidos, los barcos de la clase Gnevny montaban cuatro cañones B-13 de 130 mm en dos pares de monturas individuales superfuego a proa y popa de la superestructura. La defensa antiaérea fue proporcionada por un par de cañones 34-K AA de 76,2 mm en monturas individuales y un par de cañones AA 21 K de 45 mm, así como dos ametralladoras AA DK o DShK de 12,7 mm. Llevaban seis tubos lanzatorpedos de 533 mm en dos montajes triples giratorios; cada tubo estaba provisto de una recarga. Los buques también podrían transportar un máximo de 60 o 95 minas y 25 cargas de profundidad. Estaban equipados con un juego de hidrófonos Marte para la guerra antisubmarina, aunque eran inútiles a velocidades superiores a tres nudos (5,6 km/h). Los barcos estaban equipados con dos paravanes K-1 destinados a destruir minas y un par de lanzadores de cargas de profundidad.

## Historial de Combate
Construido en el astillero núm. 190 de Leningrado (Zhdanov) como astillero número 514, el Gordy se inició su construcción el 25 de junio de 1936 y se botó el 10 de junio de 1937. Fue finalmente completado el 23 de diciembre de 1938, el barco fue asignado a la Flota del Báltico, donde sirvió en labores de patrulla y escolta durante la Guerra de Invierno.
El 23 de junio de 1941, un día después de que comenzara la Operación Barbarroja, el Gordy, bajo el mando del capitán de tercer rango (capitán de corbeta) Yevgeny Yefet, como parte de la 1.ª División de Destructores del Destacamento de Fuerzas Ligeras de la Flota del Báltico. Participó en la defensa del golfo de Riga, colocando campos de minas en el estrecho de Irben junto con el crucero ligero Máximo Gorki y sus buques gemelos los destructores Gnevny y Steregushchy. Se toparon con un campo de minas alemán de 16 a 18 millas náuticas (30 a 33 km) al noroeste del faro de Tajuna; el Gordy resultó levemente dañado por una mina que detonó cuando fue golpeada por uno de sus paravanes, pero al Gnevny le volaron la proa cuando chocó contra otra mina. el Gordy rescató a la tripulación del Gnevny después de que se informara que habían visto periscopios submarinos e intentaron, sin éxito, hundirlo con disparos de su armamento principal. Más tarde ese mismo día, sufrió daños leves cuando sus paravanes provocaron la explosión de dos minas. Posteriormente, el destructor luchó en la defensa del archipiélago Moonsund y Tallin (Estonia), mientras las fuerzas terrestres alemanas avanzaban hacia el norte, además de en labores de colocación de minas.
Participó en un ataque fallido contra un grupo de lanchas de desembarco alemanas frente a la desembocadura del río Daugava el 13 de julio. Junto con el crucero ligero Kirov, los destructorores líderes Leningrado y Minsk y otros destructores más pequeños, dispararon 253 proyectiles para apoyar a los defensores de Tallin, entre el 24 y el 26 de agosto. Mientras cubría la evacuación de Tallin el 28 de agosto como parte del destacamento de las fuerzas principales dirigidas por el almirante Vladimir Tribust desde su buque insignia el crucero Kirov, una mina explotó en uno de los paravanes del barco. La detonación causó graves daños en su casco e inundó sus tres salas de calderas con 42 toneladas de agua. Su capitán ordenó a 45 especialistas que permanecieran a bordo del barco y llevó al resto de la tripulación a bordo del dragaminas "Gak". Fue remolcado a Kronstadt por el destructor Svirepy, un proceso que llevó dos días ya que era necesario fondear por la noche. Los dos destructores fueron sometidos a constantes ataques aéreos alemanes, y el Gordy utilizó toda su munición antiaérea pero escapó ileso.
En Kronstadt fue colocado en un dique seco para reparaciones. Mientras estaba en dique seco, recibió daños por metralla durante un ataque aéreo en Kronstadt el 21 de septiembre. Nueve días después, el barco fue trasladado al Astillero Naval del Báltico en Leningrado para terminar sus reparaciones, que se completaron el 8 de octubre. El 14 de octubre, se estacionó frente a Ust-Izhora (Letonia) para proporcionar apoyo de fuego naval a las tropas soviéticas. El Gordy bombardeó posiciones alemanas en apoyo de un contraataque local cerca de Siniávino entre el 20 y el 25 de octubre. Durante 1941, el barco disparó un total de 349 proyectiles con sus cañones de 130 mm.
El 13 de noviembre partió de la isla de Gogland hacia Hanko como parte del cuarto convoy para evacuar a las tropas soviéticas de la base naval de Hanko, junto con el destructor Surovy y el minador Ural. Los buques se toparon con un campo de minas y el destructor Surovy explotó después de chocar contra una mina, después el Gordy asumió la posición de líder del convoy. A la mañana siguiente, una mina detonó en uno de sus paravanes del barco sin daños. Diez minutos después, otra mina golpeó el casco a las 03:30h entre la sala de calderas de popa y la sala de máquinas de proa y le cortó la energía, matando a todo el personal en ambas salas. El barco se inclinó 30° que disminuyó a 10° con medidas contra-inundación. Aunque el barco se mantuvo a flote gracias a sus mamparos, el capitán Yefet decidió abandonar el buque. Mientras navegaba a la deriva, la popa de Gordy chocó contra otra mina, lo que provocó que se hundiera repentinamente. Los otros barcos del convoy rescataron a 76 supervivientes y una docena más pudieron navegar a Gogland en una de sus lanchas de salvamento; entre los muertos estaba Yevgeny Yefet, su único capitán en tiempo de guerra. Fue eliminado oficialmente de la lista de buques de la Marina, el 19 de noviembre.